# تترامتیل‌آمونیوم پنتافلوروزنات
تترامتیل‌آمونیوم پنتافلوروزنات (به انگلیسی: Tetramethylammonium pentafluoroxenate) با فرمول شیمیایی N(CH۳)۴XeF۵ یک ترکیب شیمیایی است. که جرم مولی آن 300.4308 g/mol می‌باشد. 